# ديفيد ميل
ديفيد ميل (بالإنجليزية: David Mail)‏ هو لاعب كرة قدم بريطاني في مركز الدفاع، ولد في 12 سبتمبر 1962 في برستل في المملكة المتحدة. لعب مع أستون فيلا وبلاكبيرن روفرز وهال سيتي.